# Johann Georg Vaihinger
Johann Georg Vaihinger (* 26. Januar 1802 in Göppingen; † 1879 in Bad Cannstatt) war ein württembergischer evangelischer Pfarrer.

## Leben und Wirken
Nach einer handwerklichen Ausbildung besuchte Johann Georg Vaihinger das Missionsseminar der Basler Mission und ließ sich dort als Missionar ausbilden. Außerdem erlernte er verschiedene Fremdsprachen. Zwar erhielt er 1825 die Ordination zum Missionar, aus gesundheitlichen Gründen wurde ihm jedoch nicht die Ausreise zum Missionsdienst gewährt. Stattdessen arbeitete er bis 1830 als Hilfslehrer im Missionshaus in Basel. Im Jahr 1830 legte er in Stuttgart bei der Evangelischen Landeskirche in Württemberg ohne ein vorheriges Theologiestudium die kirchliche Dienstprüfung ab und wurde zunächst als Vikar in Ofterdingen eingesetzt. Die zweite Dienstprüfung erfolgte 1832, anschließend wurde er als Pfarrverweser nach Grötzingen (Aichtal) entsandt, wo er 1833 als Pfarrer investiert wurde. Er wirkte mit bei der 1841 in Tübingen erfolgten Gründung des „Medicinischen Missions-Instituts“. 1842 wurde er Pfarrer in Nehren, wo er mit großem Einsatz auf diakonischem Gebiet tätig war und sich um die Armenfürsorge kümmerte. 1862 übernahm er das Pfarramt in Kochersteinsfeld. 1866 trat er in den Ruhestand.
Johann Georg Vaihinger trat auch durch einige Veröffentlichungen hervor. Unter anderem legte er eine fünfbändige metrische Übersetzung und Erklärung der dichterischen Schriften des Alten Testaments vor. 
Von seinen aus zwei Ehen stammenden 15 Kindern erreichten nur wenige das Erwachsenenalter. 1852 wurde in Nehren sein Sohn Hans Vaihinger geboren, der seit 1884 als Professor für Philosophie an der Universität Halle wirkte und der die „Philosophie des Als Ob“ entwickelte.

## Veröffentlichungen
- Leben und Wirken von Johann Newton, evangelischer Prediger in London. Schneider, Basel 1831.
- Über die Widersprüche in welche sich die mythische Auffassung der Evangelien entwickelt. Ein Sendschreiben an Herrn David Friedrich Strauß. Köhler, Stuttgart 1836 (Digitalisat).
- Das Leben und Wirken des Reformators Johannes Brenz. In Verbindung mit Nachrichten über die ersten Herolde der evangelischen Kirche in Franken und Schwaben. Steinkopf, Stuttgart 1841 (Digitalisat).
- Der Swedenborgianismus und seine neueste Erscheinung. Nebst dem Katechismus der Neuen Kirche. Osiander, Tübingen 1843 (Digitalisat).
- Die dichterischen Schriften des Alten Bundes. Dem Rhythmus der Urschrift gemäß metrisch übersetzt und erklärt. Fünf Bände. Belser, Stuttgart 1856–1858. (Digitalisat Band 1 und 2; Digitalisat Band 3)